# Eueres (Vater des Teiresias)
Eueres (altgriechisch Εὐήρης Euḗrēs) ist in der griechischen Mythologie ein einfacher Schafhirte aus Arkadien, aus dem Geschlecht des Sparten Udaios, der jedoch mit Schönheit und viel Verstand beschenkt war. 
Chariklo verliebte sich in ihn und nahm ihn sich als Geliebten. So wurde er Vater des Teiresias, des größten Sehers der damaligen Zeit.